# 콜린 캠벨 (영화 감독)

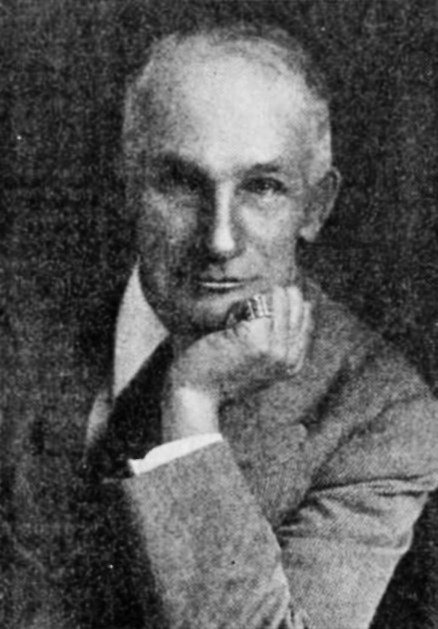

콜린 캠벨(Colin Campbell, 본명: 제임스 콜린 캠벨, James Colin Campbell, 1859년 10월 11일 ~ 1928년 8월 26일)은 스코틀랜드 태생의 영화 감독, 배우, 각본가이다. 1911년부터 1924년 사이 170편이 넘는 영화를 감독했다. 1911년부터 1922년까지 영화 60편의 각본을 맡았다. 스코틀랜드에서 태어났고 캘리포니아주 할리우드에서 사망했다.